# Jan Czarnowski
Jan Franciszek Czarnowski herbu Grabie (ur. 12 października 1883 w Łąkoszynie, zm. 13 lipca 1963) – polski szlachcic, służył jako szambelan papieski u Piusa XI.

## Życiorys
Pochodził z rodu Czarnowskich herbu Grabie, był synem Eugeniusza Jana Czarnowskiego i Anny z Czarnomskich. W 1918 w kościele św. Aleksandra w Warszawie ożenił się z Heleną Kalinowską, córką Gabriela Hilarego Kalinowskiego i Heleny Doroty z Weryhów. Z tego małżeństwa pochodziło troje dzieci: Hanna, Gabriel i Jan. Jan Czarnowski był właścicielem majątków Rossocha i Łęki. 8 marca 1929 dołączył do Zakonu Maltańskiego jako kawaler Honoru i Dewocji. W 1930 przekazał Związkowi Polskich Kawalerów Maltańskich w Poznaniu liczne dzieła dotyczące historii Zakonu Maltańskiego, między innymi Histoire des Chevaliers de l’Ordre de Malte z 1629, Histoire des Chevaliers Hospitaliers… z 1778 i Lettres sur la Sicilie et l’ile de Malthe z 1782.
Zmarł 13 lipca 1963 i został pochowany na Cmentarzu Powązkowskim w Warszawie.